# Hans Huczkowski
Hans Huczkowski, född 11 oktober 1971 i Kiruna, är en ishockeyspelare som spelat den största delen av sin karriär i Luleå HF.
Huczkowski har även varit verksam i Luleå HF:s organisation som sportchef.

## Karriär
- 87/88: Kiruna AIF (Division 1)
- 88-93: Team Kiruna Miners (Division 1)
- 93/94: Västerås IK (Juniorallsvenskan, Elitserien
- 94-96: Team Kiruna Miners (Division 1)
- 96/97: Tappara Tampere (SM-Liiga)
- 97/98: Västerås IK (Elitserien)
- 98-04: Luleå HF (Elitserien)

Under dessa år producerade han 620 matcher, 202 mål, 198 assist. Totalt 400 poäng.